# Целз (узурпатор)
Тит Корнелије Целз био је римски узурпатор у време цара Галијена. 
Дванаесте године Галијенове владавине, 265. године, када су се узурпатори појавили у свим деловим Царства, извесни Целз, који никада није био ништа више до обичног војног трибуна, изненада је био проглашен за цара у провинцији Африци. Изгледа да су ову побуну заправо предводили управник провинције Африке и још један високи војни заповедник, а да је Целз послужио само као параван за њихове амбиције. 
Целзова пропаст је дошла исто тако брзо. Био је убијен седмог дана од када је проглашен за цара, а његово тело су растргли пси.